# Campeonato Mundial de Judo de 1993

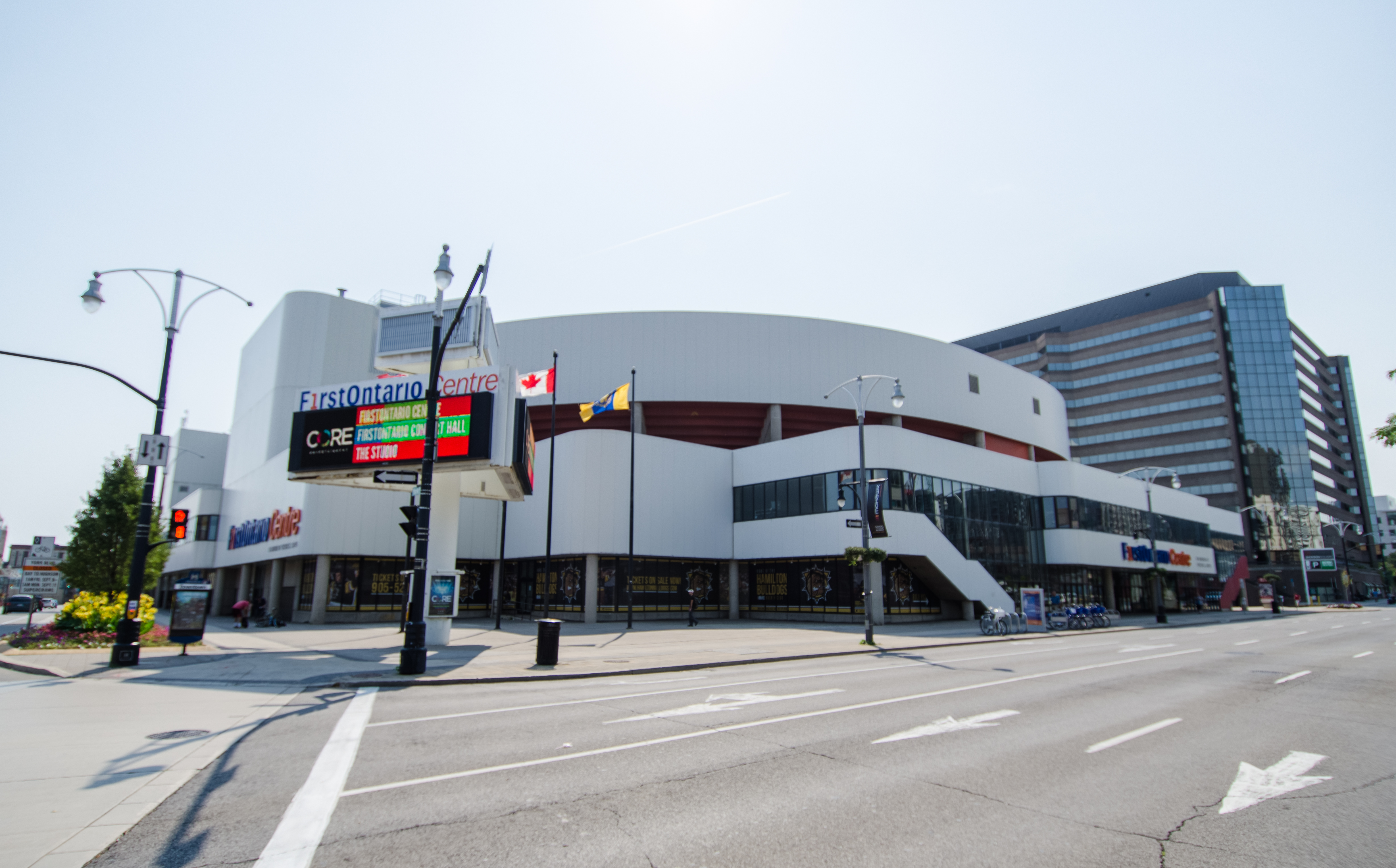
Coliseo Coops, sede del campeonato

El XXI Campeonato Mundial de Judo se celebró en Hamilton (Canadá) entre el 30 de septiembre y el 3 de octubre de 1993 bajo la organización de la Federación Internacional de Judo (IJF) y la Federación Canadiense de Judo. 
Las competiciones se realizaron en el Coliseo Coops de la ciudad canadiense.

## Medallistas

### Masculino
| Evento            | Oro                         | Plata                       | Bronce                                                         |
| ----------------- | --------------------------- | --------------------------- | -------------------------------------------------------------- |
| –60 kg            | Ryuji Sonoda Japón          | Nazim Hüseynov Azerbaiyán   | Richard Trautmann · Alemania · Guiorgui Vazagashvili · Georgia |
| –65 kg            | Yukimasa Nakamura Japón     | Eric Born · Suiza           | Serguei Kosmynin · Rusia · Udo Quellmalz · Alemania            |
| –71 kg            | Chung Hoon Corea del Sur    | Bertalan Hajtós · Hungría   | Rogério Sampaio · Brasil · Daisuke Hideshima · Japón           |
| –78 kg            | Jeon Ki-Young Corea del Sur | Hidehiko Yoshida Japón      | Jason Morris Estados Unidos Darcel Yandzi Francia              |
| –86 kg            | Yoshio Nakamura Japón       | Nicolas Gill · Canadá       | Adrian Croitoru · Rumania · León Villar Beltrán · España       |
| –95 kg            | Antal Kovács · Hungría      | Aurélio Miguel · Brasil     | Marc Meiling · Alemania · Stéphane Traineau · Francia          |
| +95 kg            | David Douillet Francia      | Davit Jajaleishvili Georgia | Serguei Kosorotov · Rusia · Frank Möller · Alemania            |
| Categoría abierta | Rafał Kubacki · Polonia     | Henry Stöhr · Alemania      | Davit Jajaleishvili Georgia Naoya Ogawa Japón                  |

### Femenino
| Evento            | Oro                             | Plata                            | Bronce                                                           |
| ----------------- | ------------------------------- | -------------------------------- | ---------------------------------------------------------------- |
| –48 kg            | Ryoko Tamura Japón              | Li Aiyue China                   | Joyce Heron · Reino Unido · Giovanna Tortora · Italia            |
| –52 kg            | Legna Verdecia Rodríguez · Cuba | Almudena Muñoz Martínez · España | Cécile Nowak Francia Wakaba Suzuki Japón                         |
| –56 kg            | Nicola Fairbrother Reino Unido  | Chiyori Tateno Japón             | Jessica Gal · Países Bajos · Driulis González Morales · Cuba     |
| –61 kg            | Gella Vandecaveye · Bélgica     | Yael Arad Israel                 | Diane Bell · Reino Unido · Ileana Beltrán Zulueta · Cuba         |
| –66 kg            | Cho Min-Sun Corea del Sur       | Liliko Ogasawara Estados Unidos  | Odalis Revé Jiménez · Cuba · Zhang Di · China                    |
| –72 kg            | Leng Chunhui China              | Kate Howey Reino Unido           | Viktoriya Kazunina · Rusia · Kim Mi-Jung · Corea del Sur         |
| +72 kg            | Johanna Hagn · Alemania         | Noriko Anno Japón                | Svetlana Gundarenko · Rusia · Monique van der Lee · Países Bajos |
| Categoría abierta | Beata Maksymow · Polonia        | Angelique Seriese · Países Bajos | Moon Ji-Yoon Corea del Sur Ying Zhang China                      |

## Medallero
| Núm. | País           | Oro | Plata | Bronce | Total |
| ---- | -------------- | --- | ----- | ------ | ----- |
| 1    | Japón          | 4   | 3     | 3      | 10    |
| 2    | Corea del Sur  | 3   | 0     | 2      | 5     |
| 3    | Polonia        | 2   | 0     | 0      | 2     |
| 4    | Alemania       | 1   | 1     | 4      | 6     |
| 5    | China          | 1   | 1     | 2      | 4     |
| 5    | Reino Unido    | 1   | 1     | 2      | 4     |
| 7    | Hungría        | 1   | 1     | 0      | 2     |
| 8    | Cuba           | 1   | 0     | 3      | 4     |
| 8    | Francia        | 1   | 0     | 3      | 4     |
| 10   | Bélgica        | 1   | 0     | 0      | 1     |
| 11   | Georgia        | 0   | 1     | 2      | 3     |
| 11   | Países Bajos   | 0   | 1     | 2      | 3     |
| 13   | Brasil         | 0   | 1     | 1      | 2     |
| 13   | España         | 0   | 1     | 1      | 2     |
| 13   | Estados Unidos | 0   | 1     | 1      | 2     |
| 16   | Azerbaiyán     | 0   | 1     | 0      | 1     |
| 16   | Canadá         | 0   | 1     | 0      | 1     |
| 16   | Israel         | 0   | 1     | 0      | 1     |
| 16   | Suiza          | 0   | 1     | 0      | 1     |
| 20   | Rusia          | 0   | 0     | 4      | 4     |
| 21   | Italia         | 0   | 0     | 1      | 1     |
| 21   | Rumania        | 0   | 0     | 1      | 1     |
|      | TOTAL          | 16  | 16    | 32     | 64    |